# 伊丽莎白时代
伊丽莎白时代（英語：Elizabethan era）是英格兰历史上由都铎王朝女王伊莉莎白一世（1558-1603）统治的时期。历史学家经常将其描述为英格兰历史上的黄金时代。不列颠尼亚的象征（英国的女性化身）于1572年首次使用，并将伊丽莎白时代描绘为英格兰的文艺复兴，通过古典理想、国际扩张和海军对西班牙的胜利激发了英格兰的民族自豪感。
英格兰历史上的这一个“黄金时代”代表了英国文艺复兴的顶峰，见证了诗歌、音乐和文学的蓬勃发展。这个时代以其戏剧而闻名，威廉·莎士比亚和许多其他人创作的戏剧打破了英格兰过去的戏剧风格。伊丽莎白时代也是英格兰对外探索和扩张的时代，而回到国内，新教改革变得更加为人们所接受，尤其是在西班牙无敌舰队被击退之后。这也是英格兰在与苏格兰的王室联合之前的最后一个独立时期。
伊丽莎白时代与其前后时期形成鲜明对比。伊丽莎白时代是玫瑰战争、英国宗教改革、伊丽莎白统治前新教和天主教之间的宗教斗争以及后来的英国内战和持续的政治冲突之间的短暂内部和平时期。议会和君主制之间的战争席卷了17世纪的剩余时间。新教及天主教的分歧暂时由伊丽莎白时代的宗教定居点解决，并且此时的英格兰议会还没有强大到足以挑战王室的专制制度。
英格兰在这一期间最大的对手是西班牙的哈布斯堡王朝，英格兰和哈布斯堡王朝在欧洲和美洲发生了小规模冲突，并在1585年至1604年期间爆发了英西战争。1588年，西班牙国王菲利普二世率领西班牙无敌舰队入侵英格兰失败，随后英格兰在1589年组建的德雷克-诺里斯远征队也受到了沉重打击。英格兰和西班牙的战争一直持续到伊丽莎白死后第二年伦敦条约的签署。
伊丽莎白一世统治时期的英格兰拥有一个中央集权、组织严密且有效的政府，这主要是亨利七世和亨利八世的一系列改革以及伊丽莎白对任何持不同政见者的严厉惩罚的结果。在经济上，英格兰开始从跨大西洋贸易的新时代和西班牙和葡萄牙宝藏的劫掠中受益匪浅，最显着的是弗朗西斯·德雷克（Francis Drake）的环球航行。
早在伊丽莎白二世登基之前，“伊丽莎白时代”这个词就已经在英格兰和不列颠的历史中有着很高的地位，并且这个词现在仍然仅适用于伊丽莎白一世统治的时代。

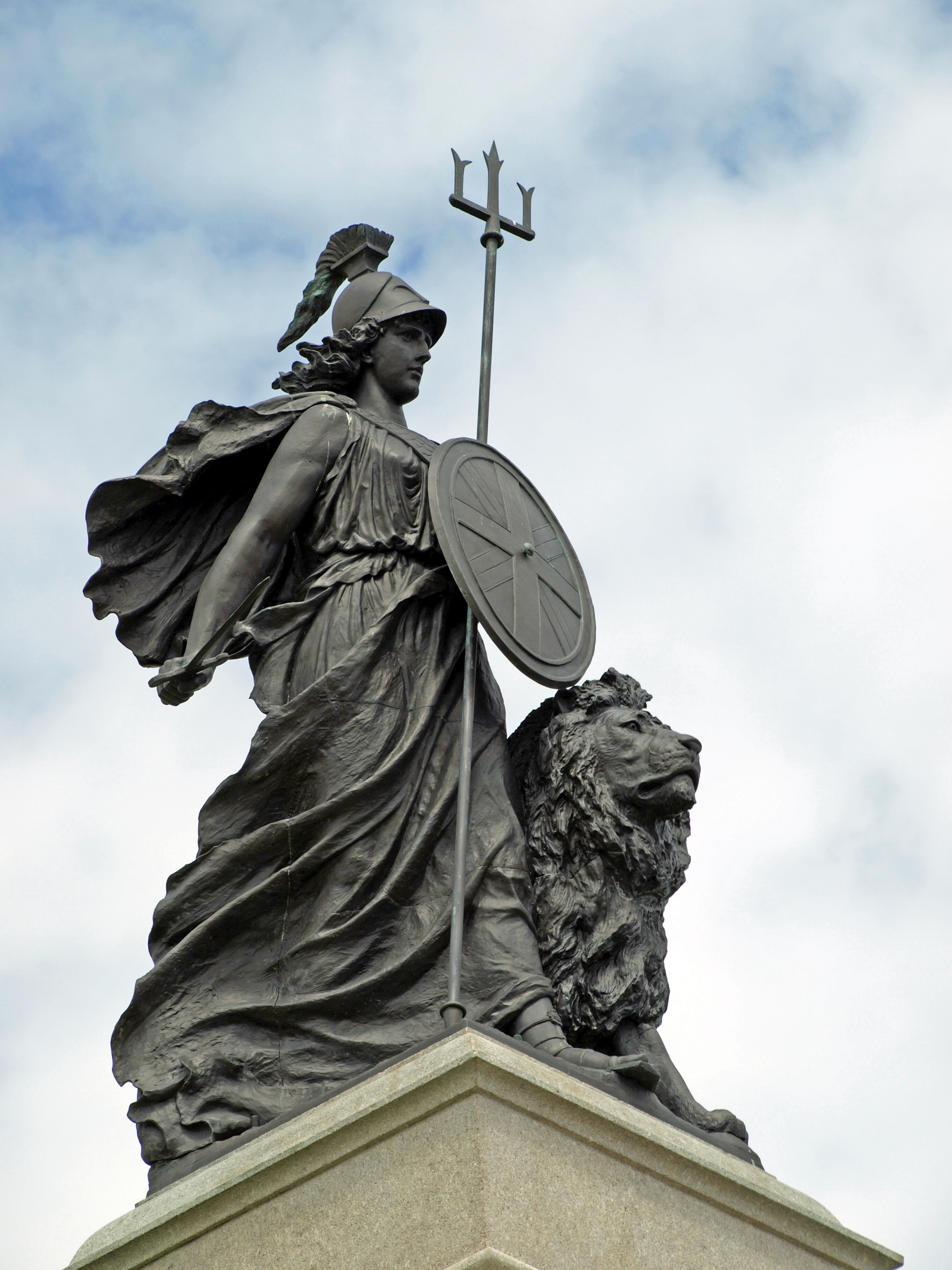
普利茅斯的国家无敌舰队纪念馆，该纪念馆使用不列颠尼亚的形象来庆祝1588年西班牙无敌舰队的覆灭（威廉·查尔斯·梅，雕塑家，1888 年）

## 浪漫与现实

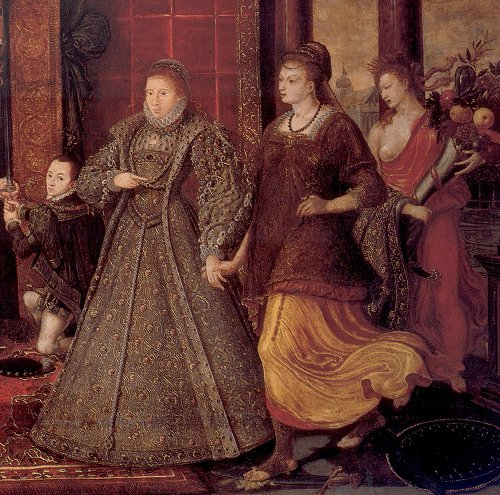
伊丽莎白一世

维多利亚时代和20世纪初期理想化了伊丽莎白时代。《大英百科全书》认为，“伊丽莎白一世的长期统治，即1558年至1603年，是英格兰的黄金时代。英国和亲英制的美国都有这种理想化倾向。在流行文化中，埃罗尔·弗林（Errol Flynn）的电影中体现了伊丽莎白时代那些爱冒险的海员形象。
作为对这种夸张表达的回应，现代历史学家和传记作家倾向于对都铎时期采取更加冷静的看法。

## 政府

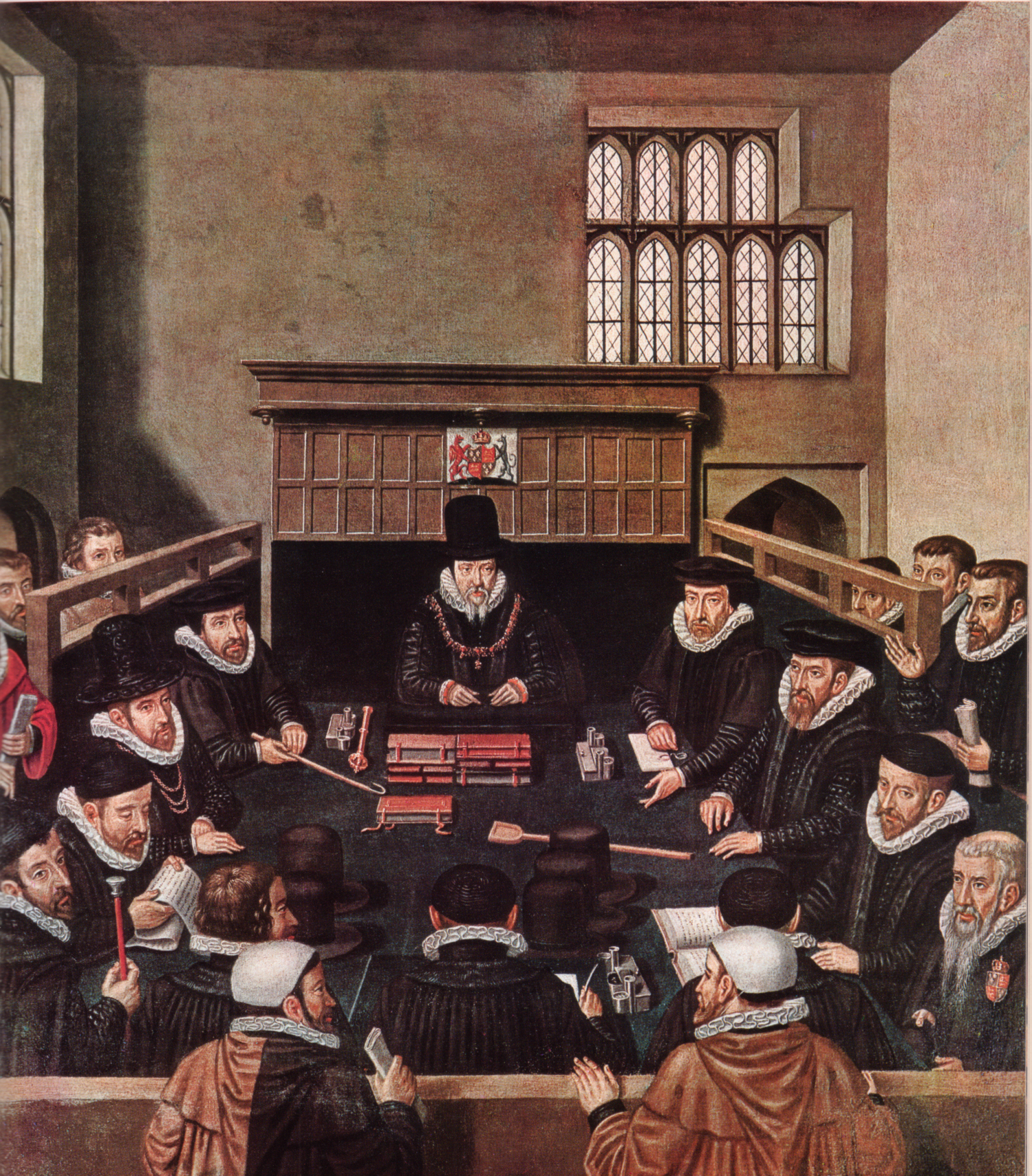
威廉·塞西尔主持沃兹法院

伊丽莎白时代的英格兰在此期间在军事意义上并不是特别成功，但也避免了重大军事失败并建立了强大的海军。总的来说，伊丽莎白女王为英格兰提供了很长一段时间的和平，并且使得英格兰更加繁荣，这在很大程度上是由于对西班牙货船的劫掠、袭击防御能力低下的定居点以及出售非洲奴隶。伊丽莎白一世从前几任英格兰君主手里继承了一个几乎已经破产的国家，她的节俭政策使得国家财政得到复苏。到1574年，她清除了所有债务，十年后，英格兰王室甚至获得了300,000英镑的盈余。在经济上，托马斯·格雷沙姆爵士于1565年创立了皇家交易所，这是英格兰的第一个证券交易所，也是欧洲最早的证券交易所之一。由于税收低于同期其他欧洲国家，英格兰的经济扩张迅速；尽管财富分配不均，但伊丽莎白统治末期的人均财产显然比初期要多。这种普遍的和平与繁荣使“黄金时代”倡导者强调的有吸引力的发展成为可能。

### 阴谋与暗算
伊丽莎白时代也是一个充满阴谋与暗算的时代，通常是政治性的，经常涉及伊丽莎白时代社会的最高层。由于宗教原因，马德里、巴黎和罗马的高级官员一直试图暗杀伊丽莎白，并让信奉天主教的苏格兰女王玛丽取而代之，这将是英格兰复兴天主教的前奏。1570年，里多尔菲的阴谋被挫败。1584年，在弗朗西斯·斯洛克莫顿承认他参与了推翻女王和恢复英国天主教会的阴谋。另一个重大阴谋是巴宾顿阴谋——这是最直接导致玛丽被处决的事件，其中发现涉及双重间谍吉尔伯特·吉福德，在女王的高效间谍大师弗朗西斯·沃尔辛厄姆的指导下行事。
在1603年的“再见阴谋”中，两名天主教神父计划绑架国王詹姆斯并将他关押在伦敦塔，直到他同意推行对天主教徒宽容的政策。最具戏剧性的是1605年在议会开幕期间炸毁上议院的火药阴谋。它被及时发现并有八名同谋被处决，其中包括成为英国传说中标志性的邪恶叛徒盖伊·福克斯。

### 皇家海军和无敌舰队的失败

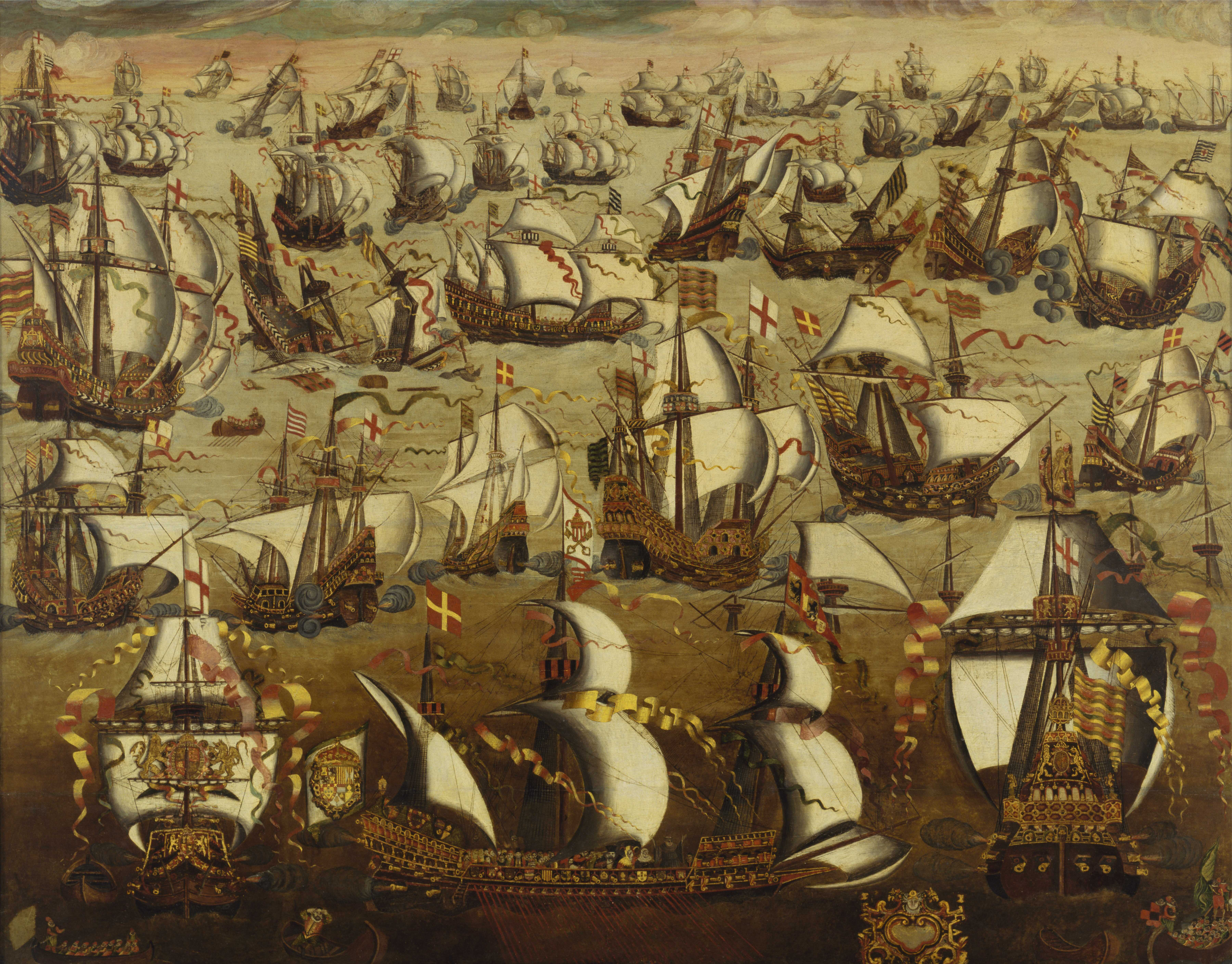
西班牙无敌舰队在1588年的格拉夫林海战中与英格兰海军交战

虽然英格兰在亨利八世时期建立了皇家海军，但爱德华六世和玛丽一世却将其视为一支海防部队。伊丽莎白一世则将海军力量列为国家战力的重中之重。她通过约翰·霍金斯和弗朗西斯·德雷克等“海狗”来掠夺了从新世界运送金银的西班牙商船。在伊丽莎白时期，英格兰的海军船厂是技术创新的领导者，皇家海军的将领们也为当时的海战设计了新的战术。1573年，英国造船商的全新设计可以使船只航行得更快、机动性更好，并能够搭载更大口径的火炮。在此时期之前，海战主要是两舰接近以便士兵可以登上敌舰进行肉搏，而搭载火炮后，海战就变成了使用火炮来击穿敌舰的装甲从而击沉敌舰。当西班牙最终决定入侵并征服英格兰时，无敌舰队遭到了惨败。卓越的英国船只和航海技术挫败了入侵，并在1588年彻底摧毁了西班牙无敌舰队，标志着伊丽莎白统治的顶峰。从技术上讲，无敌舰队之所以失败，是因为西班牙过于复杂的战略需要入侵舰队和岸上的西班牙军队进行协调。此外，西班牙大炮的糟糕设计意味着它们在近距离战斗中重新装填的速度要比英国人慢得多。虽然西班牙和法国仍拥有更强大的舰队，但英国也在逐渐缩小差距。
历史学家杰弗里·帕克（Geoffrey Parker）推测，如果西班牙人在1588年成功在英格兰海岸登陆，那将会带来可怕的后果。他认为西班牙军队规模更大、经验更丰富、装备更精良、士气更高、而且资金也更充裕。另一方面，英国本土的防御薄弱且过时。英格兰的士兵太少，他们充其量只是接受了部分训练。如果西班牙进攻了英格兰防守最薄弱的地方，那就有可能会在一周内占领伦敦。

### 殖民美洲
克里斯托弗·哥伦布在美洲大陆的发现震惊了整个西欧，尤其是像英格兰这样的海上强国。亨利七世曾委托乔瓦尼·卡博托率领航海船队寻找通往亚洲摩鹿加群岛的北方航线，这开始了对西北水道的搜寻。卡博托于1497年航行并到达纽芬兰。次年，他又带领另一支船队前往美洲，但再也没有任何关于他或他的船只的消息。
1562年，伊丽莎白派遣私掠船船主霍金斯和德雷克从西非海岸附近的西班牙和葡萄牙船只上夺取战利品。当1585年英西战争愈演愈烈时，伊丽莎白批准进一步袭击西班牙在美洲的港口，并袭击试图将财宝运回欧洲的西班牙货船。与此同时，有影响力的作家理查德·哈克卢伊特和约翰·迪伊也开始敦促英格兰建立自己的海外帝国。因为此前西班牙就已经在美洲建立了良好的基础，而葡萄牙从1580年开始与西班牙结盟，也在非洲、亚洲和南美洲建立了一个雄心勃勃的全球帝国。法国此时也正在探索北美。英国从此受到刺激并开始建立自己的殖民地，但是其重点放在西印度群岛而不是北美大陆。

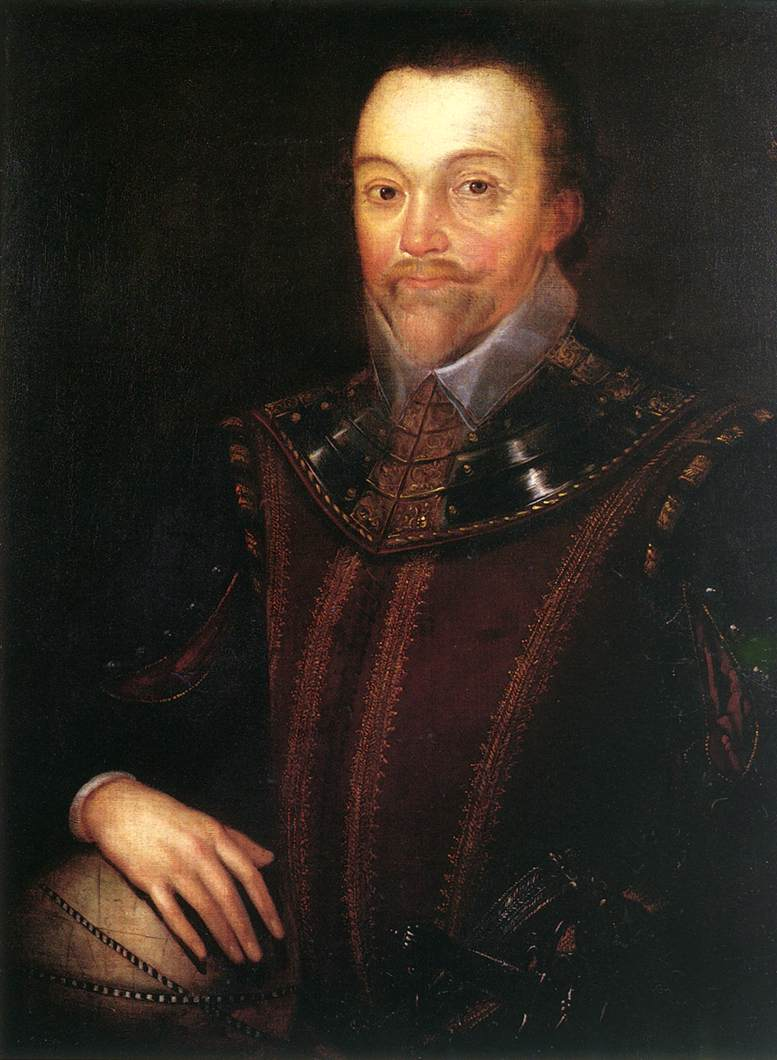
弗朗西斯·德雷克爵士

从1577年到1580年，弗朗西斯·德雷克爵士成功环游了世界。再加上他对西班牙人的大胆突袭以及他于1587年在加的斯取得的巨大胜利，他成为了英格兰的英雄他的功绩仍然为人称道——但英格兰并没有跟进他的主张。1583年，汉弗莱·吉尔伯特航行到纽芬兰，将圣约翰斯连同周围200里格的土地全部并入英格兰版图。
1584年，女王授予沃尔特·雷利爵士一份弗吉尼亚殖民地的宪章；它以女王的名字命名。雷利和女王皆寻求一个可以掠夺西班牙舰队的基地。于是雷利建立了罗阿诺克殖民地；但该殖民地里的所有人都突然消失了，消失的原因至今仍然是个谜。1600年，女王特许组建了东印度公司。该公司在现在的印度和孟加拉国的海岸建立了数个贸易站，在后来的几个世纪里，这些贸易站演变成了英属印度。伊丽莎白死后不久，更大规模的殖民活动就在印度次大陆开始了。

## 与欧洲大陆的区别
这个时代的英格兰有一些积极的方面，使它有别于同时代的欧洲大陆社会。在伊丽莎白时期，酷刑的使用受到了限制，因为英国法律制度只对叛国罪保留酷刑。英格兰的猎巫运动始于1563年，大约有数百人被处决，尽管欧洲大陆上没有那么疯狂。尽管如此，与玛丽一世时期相比，在伊丽莎白时期里有更多的天主教徒被迫害、流放和被处决。

## 宗教

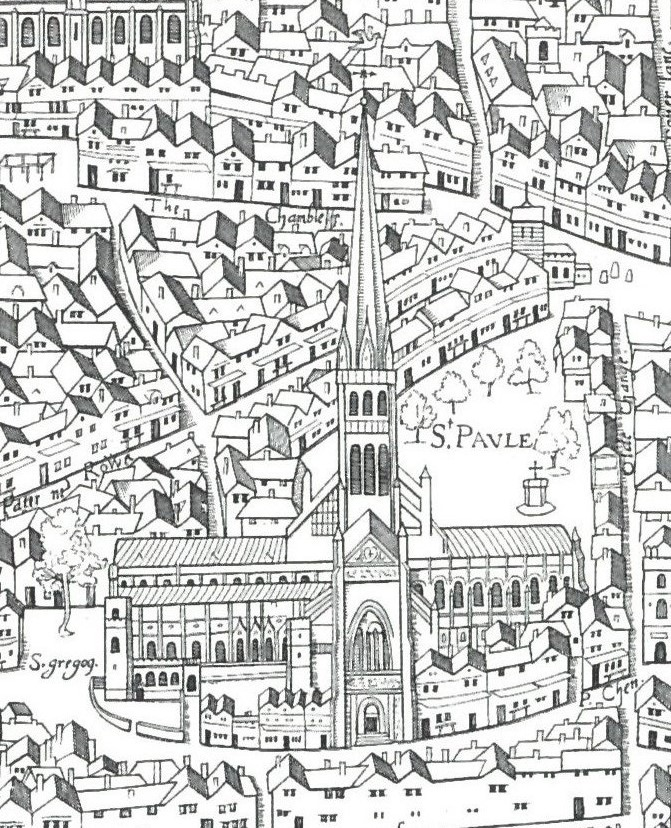
伦敦铜版地图（1553–1559 年）的细节，主要展示了圣保罗大教堂

伊丽莎白女王设法缓和和平息了当时强烈的宗教激情。这与之前和之后的宗教暴力的时代形成了鲜明的对比。
伊丽莎白说：“我不想在每个人的灵魂里开一扇窗户”。她希望缓和前都铎统治时期的宗教迫害——爱德华六世对天主教徒的迫害，玛丽一世对新教徒的迫害——并似乎对英国社会产生了缓和作用。
多年来，伊丽莎白没有迫害天主教徒，因为她反对的是天主教，而不是她的天主教臣民。1570年，教宗庇護五世宣布伊丽莎白为异端，且不是合法的英格兰女王，她的臣民不再需要服从她。教宗还派了耶稣会會士和神学院学生秘密前往英格兰传福音并支持当地的天主教徒。经过数次试图推翻女王的阴谋，天主教神职人员大多被认为是国家的叛徒，在英国遭到猛烈追捕。除非与英国当局合作，否则神父经常在被捕后受到酷刑或处决。公开支持天主教的人被禁止拥有工作；有时还被罚款或监禁。这是有理可循的，因为天主教徒没有因为他们的宗教而受到迫害，而是因为他们是支持女王的西班牙敌人的叛徒；但实际上，天主教徒仍将其视为宗教迫害，并将被处决者视为殉道者。

## 科学、技术与探索

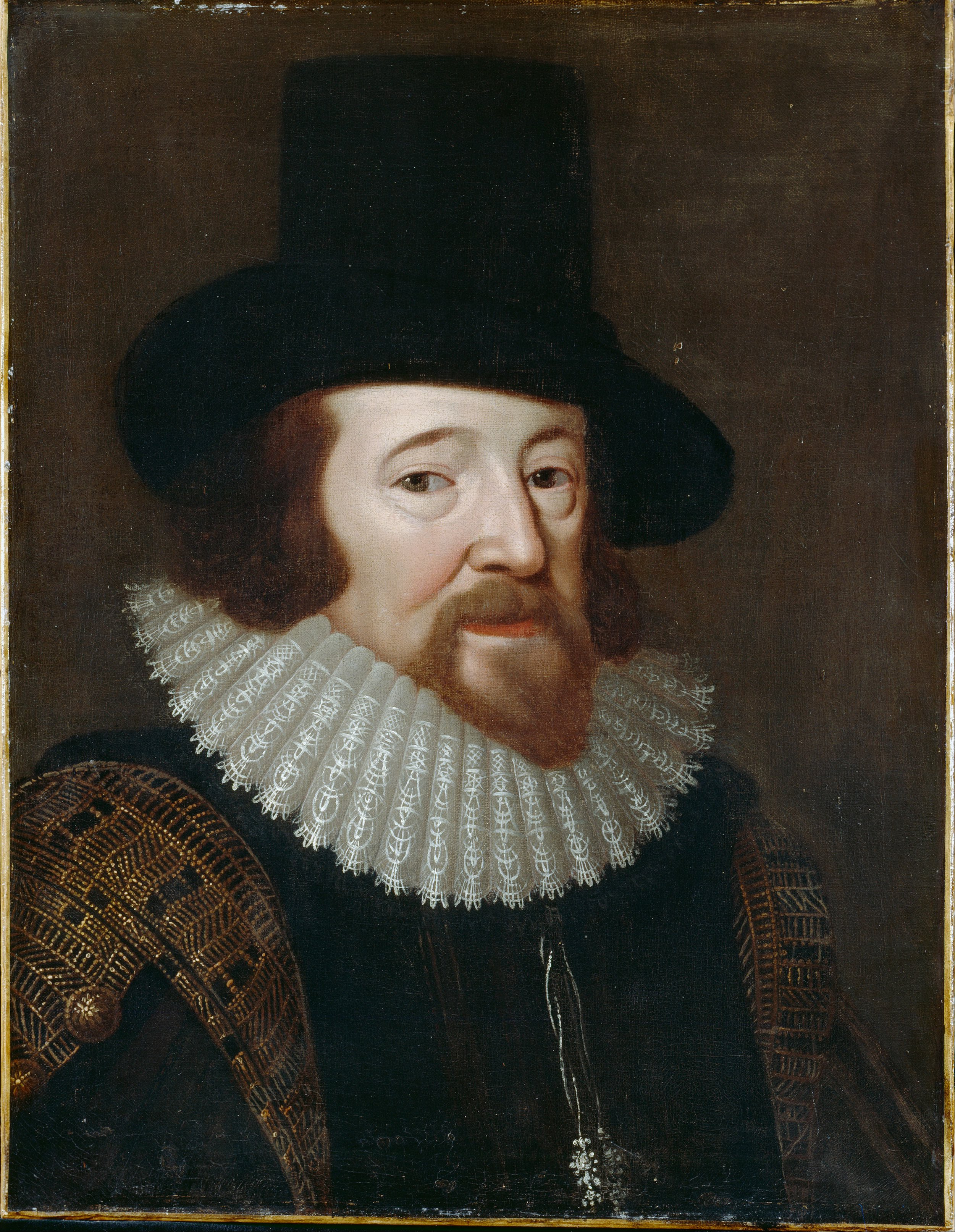
弗朗西斯·培根，现代科学思想的先驱

即便缺乏显赫的科学家或正式的研究协会（下个世纪有艾萨克·牛顿爵士和皇家学会），伊丽莎白时代仍然取得了重大的科学进步。天文学家托马斯·迪格斯和托马斯·哈里奥特做出了重要贡献；威廉·吉尔伯特于1600年发表了他对磁学的开创性研究。制图和测量领域也取得了重大进展。古怪但有影响力的约翰·迪伊也值得一提。
这一时代的科技进步在很大程度上与导航这一实用技能有关。英国在探索方面的成就是值得注意的。弗朗西斯·德雷克爵士于1577年至1581年间环游地球，而马丁·弗罗比舍则探索了北极。英国人首次尝试在北美东部沿海定居也发生在这个时代——1587年在罗阿诺克岛的殖民地。

## 社会发展史
自1960年代以来，历史学家探索了伊丽莎白时期社会生活的许多方面，涵盖了当时的各个阶层。

### 医疗
尽管城市里只居住着一小部分人口，但伊丽莎白时代的城市仍是人满为患且卫生状况不佳。大多数城镇都没有铺设路面，公共卫生设施很差。没有下水道或排水口，垃圾被直接倾倒在街上。老鼠等动物在这些条件下成长迅速。在较大的城镇，例如伦敦，因缺乏卫生设施而引起的常见疾病包括天花、麻疹、疟疾、斑疹伤寒、白喉、猩红热和水痘。
黑死病在英格兰的大流行发生在1498年、1535年、1543年、1563年、1589年和1603年。这种疾病迅速传播的原因是携带这种疾病的老鼠数量显著增多。
与在英格兰历史上的前后时期相比，伊丽莎白时期的儿童死亡率较低，每1000名婴儿中的死亡人数约为150人或更少。如果一个人能够15岁时，那个人基本上就可以多活40-50年。

### 房屋和住宅

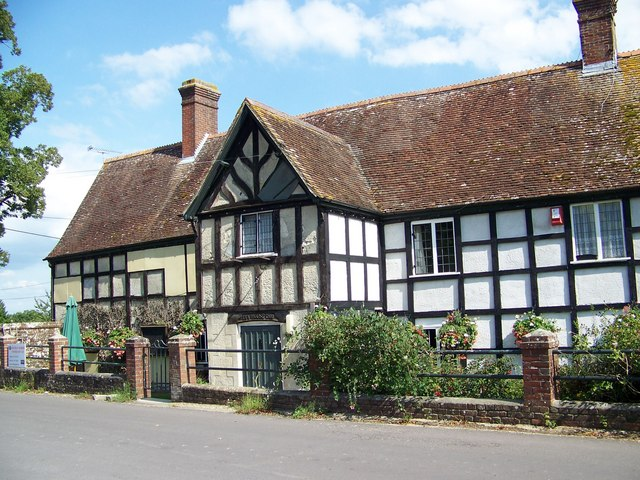
伊丽莎白时期的建筑

伊丽莎白时期绝大多数英格兰人是住在小村庄的佃农。与前几个世纪一样，他们的房屋是带有一两个房间的茅草屋，尽管在此期间的后期，屋顶也铺上了瓷砖。但家具仍是非常基本，凳子比椅子更常见。这一时期的房屋的墙壁通常由木材、荆条和涂抹材料或砖制成；石头和瓷砖则在较富裕的家庭中更为常见。
规模较大的宅第有许多烟囱，主要用于放置多个壁炉，以保持房间温暖。这些火也是烹饪食物的唯一方法。富裕的家庭需要许多房间，因为他们需要供来访的客人和自家的仆人居住。

### 城市
在伊丽莎白一世的统治期间，伦敦的人口从100,000人增加到200,000人。在此期间通货膨胀迅速，使得贫富差距巨大，贫困的男人、女人和孩子在城市里乞讨。随着工业的发展，许多地主决定将他们的土地用于制造目的，取代在那里生活和工作的农民。尽管底层人民生活困苦，英国政府仍倾向于将钱花在战争和探险航行上，而不是用于福利上。

### 贫困

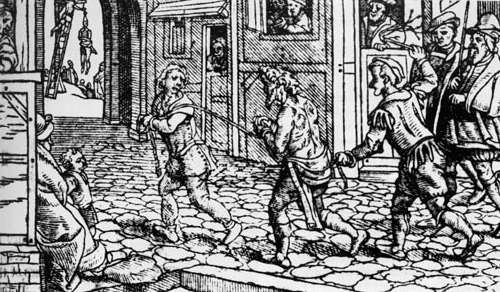
大约于1536年绘制的木刻版画描绘了一个流浪者在英格兰的街头被驱逐

在这一期间，大约三分之一的英格兰人生活在贫困中，而富人则希望通过施舍来帮助无能为力的穷人。都铎王朝的法律对身体健全的穷人，即那些找不到工作的人很严厉。那些离开教区寻找工作的人被称为流浪者，并有可能会受到严厉的惩罚。
在1576年，英格兰首次提出了为身体健全的穷人提供济贫院的想法。

### 教育
在伊丽莎白时期之前，很少有孩子能够去上学。当时能够进入学校的学生非富即贵。从伊丽莎白时期开始，普通人家的男孩被允许从4岁开始上学并在7岁时转入文法学校。女孩要么被父母留在家里帮忙做家务，要么被派去工作赚钱养家，所以并没有被送到学校接受教育。在当时的人眼中，男孩应该接受工作教育，而女孩则应该接受婚姻和管理家庭的教育，这样她们结婚后就可以照顾家庭和孩子。富裕的家庭有时候也会聘请了一名家庭教师。许多英格兰的城镇和村庄有一所教区学校，当地牧师在那里教男孩们阅读和写作。在学校，学生们学习英语、拉丁语、希腊语、教理问答和算术，学生们通常用抄写字母表和主祷文来练习书法。学生通常每周上课六天。学校的一天从早上6点到7点左右开始，大约在下午5点结束。小学的上课时间较短，主要是为了让来自贫困家庭的孩子也能有课外工作的机会。伊丽莎白时期的学校总体而言很严苛，老师也很严厉，经常体罚行为不端的学生。
伊丽莎白时期的教育从家庭开始，父母在家中需要教孩子们正确举止和尊重他人的基本礼仪。这一时期的男孩必须上文法学校，但女孩很少被允许进入小学以外的任何教育场所，并且只能接受有限的课程。小学面向所有5至7岁的儿童。只有最富有的人才允许他们的女儿接受教育，而且只能在家里。
伊丽莎白时期的英格兰有两所大学：牛津大学和剑桥大学。一些男孩大约14岁可以进入大学。

### 饮食

#### 食物供应
在伊丽莎白一世的整个统治时期，英格兰的食物供应充足，并没有大规模的饥荒。虽然有时候收成不好造成了一定的困扰，但通常只是针对局部。在城镇，食物的价格是由法律规定的。
贸易和工业在16世纪蓬勃发展，使这一时期的英格兰更加繁荣，一定程度上提高了上层和中产阶级的生活水平。然而，下层阶级并没有得到多少好处。由于英格兰在食物上主要是自给自足，1590年代的一系列歉收造成了底层人民的的饥饿和贫困。由于羊毛贸易业的成功，社会减少了对农业的关注，导致下层阶级进一步挨饿。坎布里亚郡是英格兰最贫穷和最孤立的地区，从1594年开始遭受了六年的饥荒。疾病和自然灾害也导致粮食供应短缺。
在17世纪，食物供应有所改善。从1650年到1725年，英国没有发生过粮食危机。相比之下，这一时期法国异常容易受到饥荒的影响。历史学家指出，在小麦歉收后，英国的燕麦和大麦价格并没有显著的上涨，但在法国，其他农产品的价格暴涨。
英格兰在这一时期接触到来自新世界的新食物（例如马铃薯），并在那个时代发展了新的口味偏好。富裕的人可以享受各种各样的食物和饮料，包括茶、咖啡和巧克力等异国情调的新饮料。法国和意大利厨师开始出现在乡间别墅和宫殿中，带来了食物准备和口味的新标准。例如，英国人开始喜欢酸性食物——比如上层阶级的橙子——并开始大量使用醋。绅士们越来越关注他们的花园，种植新的水果、蔬菜和草药；面食、糕点和干芥末球开始出现在英格兰人的餐桌上。杏子成为了是高档宴会上的特别款待。烤牛肉在这一时期仍然是那些负担得起的人的主食。其余的人则以面包和鱼作为主食。几乎所有的人都喜欢啤酒和朗姆酒。

#### 饮食习惯
伊丽莎白时代的饮食很大程度上取决于社会阶层。面包是伊丽莎白时代饮食的主食，不同社会阶级的人吃不同品质的面包。上层阶级吃称为manchet的优质白面包，而穷人则吃由大麦或黑麦制成的粗面包。
低层阶级的饮食
穷人的饮食主要是面包、奶酪、牛奶和啤酒，少量的肉、鱼和蔬菜，偶尔还有一些水果。马铃薯在这个时期刚刚进入英格兰市场，并且正在变得越来越重要。贫困农民在市场上做小额买卖，将高质量的食物出售，以获得更高的报酬，相比之下，给家人剩下的食物质量就略差。放久了的面包可用于制作面包布丁，面包屑可用于使汤、炖菜和酱汁变稠。
中产阶级的饮食
中产阶级家庭食用的肉类种类繁多，可以在鹿肉、牛肉、羊肉、小牛肉、猪肉、羊肉、家禽、鲑鱼、鳗鱼和贝类中进行选择，鹅肉则是一种特殊的享受。有经济能力的人使用丰富的香料来抵消旧盐渍肉的气味。在小花园里可以种植芦笋、黄瓜、菠菜、生菜、豆类、卷心菜、萝卜、胡萝卜、韭菜和豌豆等蔬菜，以及药材和调味料。有些人自己种植杏子、葡萄、浆果、苹果、梨、李子、草莓、黑醋栗和樱桃等水果。没有花园的家庭可以与邻居交易，以低成本获得蔬菜和水果。水果和蔬菜主要用于制作甜点，如糕点、馅饼、蛋糕和糖浆。
上流社会的饮食
在伊丽莎白时期，富人的庄园和宫殿里摆满了精心准备的大餐，通常供多人食用，并经常伴有娱乐活动。上流社会的宴会主要是对个人身份和财富的体现。

### 婚姻
伊丽莎白女王的婚姻状况是一个重大的政治和外交话题，同时也进入了流行文化。伊丽莎白的未婚状态激发了英国人对童贞的崇拜。在诗歌和肖像画中，女王被描绘成处女或女神或两者兼而有之。 伊丽莎白视她的童贞为美德：1559年，女王告诉下议院，“最后，这对我来说就足够了，一块大理石将宣布一位女王，在这样的时代统治，生为处女，死亦处女”。

## 社会文化

### 剧院

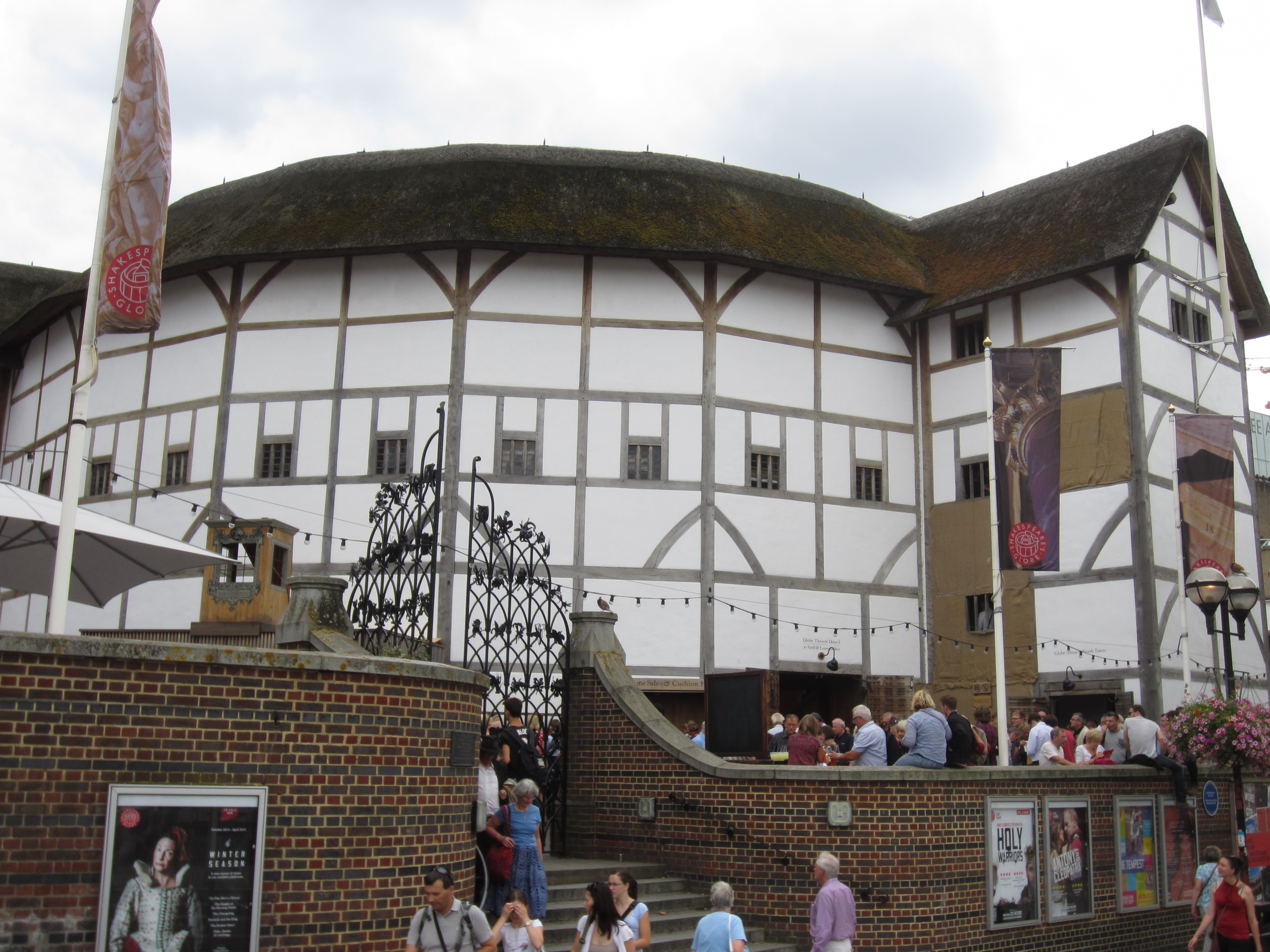
伦敦环球剧院的重建，最初建于 1599 年，供莎士比亚使用

随着威廉·莎士比亚的戏剧到达巅峰，以及克里斯托弗·马洛和许多其他剧作家、演员和剧院的兴起，伊丽莎白时代文艺复兴的高雅文化在剧院中得到了最好的表达。历史题材特别受欢迎，更不用说通常的喜剧和悲剧。

### 文学
伊丽莎白时代的文学被认为是英语文学史上最辉煌的时期之一。除了舞台剧和戏剧之外，它还见证了诗歌的蓬勃发展。这一时期出现了十四行诗、斯宾塞诗节和戏剧性的无韵诗等新的诗歌形式，以及散文，例如历史编年史，小册子和第一部英文小说。埃德蒙·斯宾塞、理查德·胡克和约翰·莱利以及马洛和莎士比亚都是伊丽莎白时代的主要作家。

### 音乐
在宫廷、教堂、乡间别墅和当地节日中，音乐家的需求量很大。重要的作曲家包括威廉·伯德、约翰·道兰、托马斯·坎皮恩和罗伯特·约翰逊。

### 美术
人们常说，与意大利和欧洲大陆的其他国家相比，英国的文艺复兴来得更晚。在都铎王朝和斯图亚特时代，英格兰的美术主要由外国人主导——从亨利八世时期的小汉斯·霍尔拜因到查理一世时期的安东尼·范戴克。然而，在这一大趋势下，英格兰本土画派也正在发展。在伊丽莎白统治时期，乔治·高尔始受到更多关注和赞赏。 

## 参阅
- 伊丽莎白时代建筑
- 九年战争（爱尔兰）
- 都铎时代建筑
- 都铎时期

## 延伸阅读
- Arnold, Janet: Queen Elizabeth's Wardrobe Unlock'd (W S Maney and Son Ltd, Leeds, 1988) ISBN 0-901286-20-6
- Ashelford, Jane. The Visual History of Costume: The Sixteenth Century. 1983 edition ISBN 0-89676-076-6.
- Bergeron, David, English Civic Pageantry, 1558–1642 (2003)
- Black, J. B. The Reign of Elizabeth: 1558–1603 (2nd ed. 1958).
- Digby, George Wingfield. Elizabethan Embroidery. New York: Thomas Yoseloff, 1964.
- Elton, G.R. Modern Historians on British History 1485-1945: A Critical Bibliography 1945-1969 (1969), pp 26–50, 163–97.
- Fritze, Ronald H., ed. Historical Dictionary of Tudor England, 1485-1603 (Greenwood, 1991) 595pp.
- Hartley, Dorothy, and Elliot Margaret M. Life and Work of the People of England. A pictorial record from contemporary sources. The Sixteenth Century. (1926).
- Hutton, Ronald:The Rise and Fall of Merry England: The Ritual Year, 1400–1700, 2001. ISBN 0-19-285447-X
- Mennell, Stephen. All manners of food: eating and taste in England and France from the Middle Ages to the present (University of Illinois Press, 1996).
- Morrill, John, ed. The Oxford illustrated history of Tudor & Stuart Britain (1996).
- Pound, John F. Poverty and vagrancy in Tudor England (Routledge, 2014).
- Singman, Jeffrey L. Daily Life in Elizabethan England (1995).
- Strong, Roy: The Cult of Elizabeth (The Harvill Press, 1999). ISBN 0-7126-6493-9
- Wagner, John A. Historical Dictionary of the Elizabethan World: Britain, Ireland, Europe, and America (1999).
- Wilson, Jean. Entertainments for Elizabeth I (Studies in Elizabethan and Renaissance Culture) (2007)
- Wright Louis B. Middle-Class Culture in Elizabethan England (1935).
- Wrightson, Keith. English Society 1580–1680 (Routledge, 2013).
- Yates, Frances A. The Occult Philosophy in the Elizabethan Age. London, Routledge & Kegan Paul, 1979.
- Yates, Frances A. Theatre of the World. Chicago, University of Chicago Press, 1969.